# 死者のあやまち
『死者のあやまち』（ししゃのあやまち、原題：Dead Man's Folly）は、1956年に発表されたアガサ・クリスティの長編推理小説である。クリスティ48作目の長編で、エルキュール・ポアロシリーズの長編第27作目にあたる。
原題の Folly は、ダブルミーニングとなっており、第一義には日本語タイトル通り「過ち（愚かさ）」を意味するが、同時に装飾目的の華美な建築物を指す。

## 概要

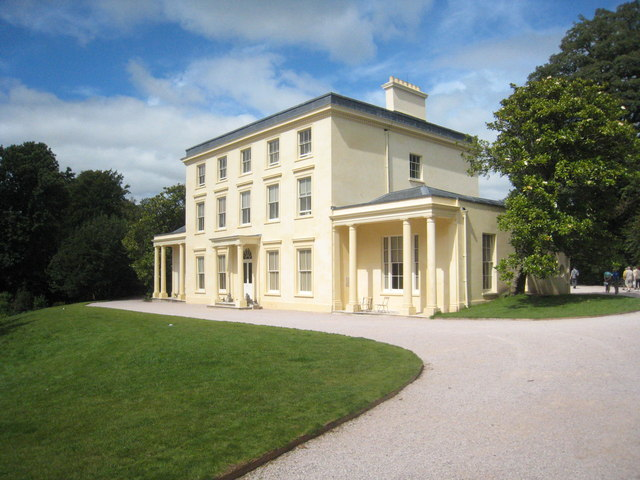
グリーンウェイ・ハウス

本作は、1955年に執筆されながら未発表に終わった中編作品『ポアロとグリーンショアの阿房宮』が原型である。長編でもなく短編でもないその作品は雑誌掲載には難しい長さであったことから出版社に拒絶されたため、これを長編化して翌1956年に発表したのが本作である。
本作の舞台の「ナス屋敷」と『ポアロとグリーンショアの阿房宮』の「グリーンショア屋敷」は、どちらも作者が1938年に購入した別荘グリーンウェイ・ハウスで、以降、作者が毎年夏の休暇を過ごしたところである。

## あらすじ
ポアロは、オリヴァ夫人の誘いでデヴォンシャーのナスクームにあるナス屋敷へと招かれる。祭りが開催される当地ではオリヴァ夫人が筋書きを考えた犯人当てゲームが行われることとなっていたが、夫人は本当の殺人が起こるかもしれないとポアロに話す。
祭りの当日、オリヴァ夫人の懸念の通り、被害者役の少女・マーリンが本物の死体となって発見される。さらに、ナス屋敷の主の妻・ハティ夫人も姿を消してしまう。

## 登場人物
エルキュール・ポアロ
私立探偵。
ジョージ・スタッブス卿
ナス屋敷の主人。資産家で先頃ナス屋敷を買い移り住んでくる。
ハティ・スタッブス
ジョージの妻。知能に障害があり天涯孤独の身だが多額の財産を持つ。犯人当てゲームと前後して行方不明となる。
フォリアット夫人
ナス屋敷の元所有者。戦争で息子2人を亡くす。
アマンダ・ブルイス
スタッブス卿の秘書。
ヘンデン
スタッブス卿の執事。
マイケル・ウエイマン
建築家。ナス屋敷の改装のため屋敷に滞在している。
アレック・レッグ
原子科学者。
サリイ・レッグ
アレックの妻。
ウイルフレッド・マスタートン
地方議員。
コニイ・マスタートン
ウイルフレッドの妻。
ワーバートン大尉
マスタートン家の代理人。
マーリン・タッカー
少女団の団員。犯人当てゲームの被害者役だったが、本物の死体となって発見される。
マーデル
村の老人。マーリンの祖父。だいたい酔っており曖昧な言動が多い。
エティエンヌ・ド・スーザ
ハティの従兄。ヨットで世界中を旅しており、祭りの日にやってくる。
ブランド
警部。
アリアドニ・オリヴァ
女流探偵作家。ポアロとは旧知の仲で、彼をナス屋敷へと招待する。
エルキュール・ポアロ#「ポアロ」シリーズの登場人物も参照。

## 翻案作品
- 1986年に映像化され、ピーター・ユスティノフがポワロを演じている。

- デヴィッド・スーシェ主演の『名探偵ポワロ』では、最終シリーズとなる第13シリーズ第68話で放送。この作品は5つのエピソードの中で3番目に放送された作品であるが、撮影自体は最後に行われている[3]。撮影は、作者が毎年夏の休暇を過ごしたグリーンウェイで行われた[2]。

- 2007年にBBC Radio 4で放送されたラジオドラマ。